# 蔡碧玉
蔡碧玉，中華民國司法人物。現任最高檢察署主任檢察官。曾任第3任法務部司法官學院院長。司法官訓練所第21期結業。

## 學歷
畢業於國立政治大學法律系、國立政治大學法律研究所碩士。再於在職進修獲得國立臺灣大學政治研究所碩士，以及2014年行政院選送高階公務人員赴法國國家行政學院次長班培訓。

## 經歷
於1981年通過70年特種考試司法人員考試乙等考試推事檢察官中等。歷任臺灣高雄地方檢察署檢察官，臺灣臺北地方法院檢察署檢察官，臺灣高等檢察署花蓮檢察分署檢察官，臺灣高等檢察署檢察官、主任檢察官，法務部檢察司副司長、司長，臺灣新北地方檢察署檢察長，法務部常務次長，以及臺灣臺北地方檢察署檢察長、法務部司法官學院院長、最高檢察署檢察官代理院長等職。2021年12月7日陞任最高檢察署主任檢察官。

## 主要著作
- 蔡碧玉，司法之路—法律人的生涯探索與抉擇，元照出版公司，2019-08. ISBN 978-957-511-113-7 [6][7]
- 蔡碧玉．周懷廉．施慶堂．朱朝亮．陳盈錦．林麗瑩．林邦樑．洪光煊．柯宜汾，檢察官倫理規範釋論，中華民國檢察官協會主編，元照出版公司，2013-07-01. ISBN 9789862553237 [8]
- 蔡碧玉，檢察手記：你所不知道的檢察官，元照出版公司，2010-09-01. ISBN 9789862550441 [9]

## 參閲
- 法務部司法官學院

## 外部連結
- 法務部司法官學院 （页面存档备份，存于）
- YouTube上的法務部司法官學院頻道
- 司法改革國是會議報告[]
- 政治與法律其實密不可分 （页面存档备份，存于）
- 司法官學院犯罪防治研究中心 （页面存档备份，存于）
- 法務部司法官學院犯罪防治研究資料庫 （页面存档备份，存于）
- 刑事政策與犯罪防治研究專刊 （页面存档备份，存于）